# Tektoriální membrána

Příčný řez hlemýžděm ucha

Tektoriální membrána (membrana tectoria) je jedna ze dvou acelulárních (nebuněčných) membrán v hlemýždi (cochlea) ve vnitřním uchu. Druhou je bazilární membrána (membrana basilaris, BM), na které leží Cortiho orgán. Struktury Cortiho orgánu jsou překryty tektoriální membránou (TM).

## Popis
TM se táhne podél hlemýždě paralelně s BM. Radiálně je rozdělena na tři části: limbální (limbal), střední (middle) a okrajovou (marginal). Limbální část je nejtenčí, marginální nejsilnější. Membrána pokrývá vnitřní a zevní vláskové buňky Cortiho orgánu. Vnější vláskové buňky se do ní částečně se zanořují, obsahují kontraktilní bílkoviny, a jsou tak schopny kontrakce a svou činností modulují sluchové vnímání. Vnitřní vláskové buňky jsou vlastní sluchové receptory. Prostřednictvím svých vysoce citlivých vláskových výběžků (řasinek – stereocilií) jsou ve volném kontaktu s TM.

## Struktura
Gelová struktura TM obsahuje 97 % vody. Zbylá 3 % obsahují kolagen (50 %), nekolagenní glykoproteiny (25 %) a proteoglykany (25 %). Mezi 3 hlavní glycoproteiny patří α-tectorin, β-tectorin a otogelin. α-tectorin a β-tectorin formují příčně pruhovanou vrstvu matrix, která pravidelně organizuje kolagenní vlákna. Kvůli zvyšující se strukturální komplexnosti TM jsou její mechanické vlastnosti také signifikatně více komplexní. Exprimentálně bylo prokázáno, že jsou radiálně a longitudiálně anisotropní a vykazují viskoelastické vlastnosti.

## Funkce
Mechanická role tektoriální membrány během poslouchání je plné porozumění a tradičně byla zanedbávána nebo zlehčována. Ale současné genetické, mechanické a matematické studie vyzdvihují důležitost TM pro zdravý sluch savců.